# ピエトロ・テネラニ

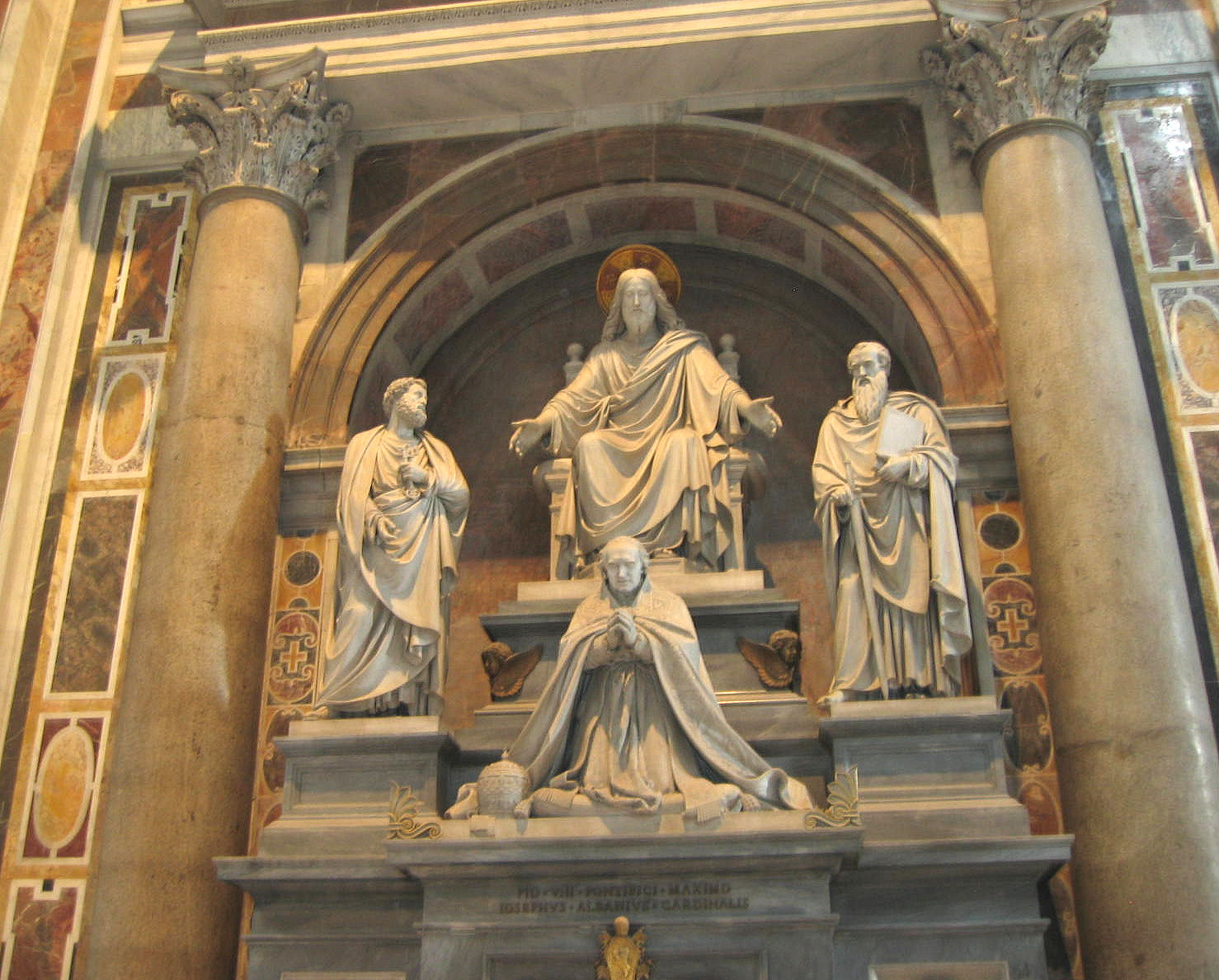
ピエトロ・テネラニ作のサン・ピエトロ大聖堂のピウス8世のモニュメント

ピエトロ・テネラニ（Pietro Tenerani、1789年11月11日 - 1869年12月14日）は、イタリアの彫刻家である。ローマで働いた。19世紀前半のイタリアの文化運動、「プリズモ(Purismo)」の宣言の共同署名者であった。

## 略歴
現在はカッラーラの一部となったトラノ(Torano)で生まれた。カッラーラは有名な大理石の産地で、先祖に彫刻家のジュリアーノ・フィネリ（Giuliano Finelli: 1601–1653)がいた。1803年からカッラーラの美術アカデミーで彫刻家のロレンツォ・バルトリーニ（Lorenzo Bartolini: 1777-1850）から訓練を受けた。アカデミーの教師の画家のジャン＝バティスト・フレデリク・デマレーからも影響を受けた。1813年に奨学金を得て、1814年からローマに留学した。在ローマ・フランス・アカデミーで学び、画家のガスパーレ・ランディの工房をしばしば訪れ、古代彫刻の複製を作って修行した。ローマでアントニオ・カノーヴァ（1757-1822）やベルテル・トルバルセン（1770-1844）といった有名な彫刻家たちに学んだ
。トルバルセンとナポレオンのの養子でイタリア副王などになったウジェーヌ・ド・ボアルネ（1781-1824）の墓標制作にも加わった。この時トルバルセンと法的係争になるが1829年に和解した。1823年にピサ市の注文でキリスト像を制作した。
1843年に画家のトンマーゾ・ミナルディ（1787-1871）、ナザレ派のドイツ人画家、ヨハン・フリードリヒ・オーファーベック（1789-1869）とともに「プリズモ(Purismo)」の宣言の、共同署名者となった。
ローマの芸術アカデミーのアカデミア・ディ・サン・ルカの教授に選ばれ、多くの学生を教えた。テネラニが教えた学生にはアウレリオ・ティランテリ（Aurelio Tiratelli: 1842 – 1900) らがいる。1844年にフランスの芸術アカデミーの外国人会員に選ばれ、1847年にアメリカのナショナル・アカデミー・オブ・デザインの名誉会員に選ばれた。1847年にブリュッセル王立美術アカデミーの準会員に選ばれた。1860年にはローマの全美術館の名誉館長の称号が与えられた。
生涯ローマで活動し、1869年にローマで亡くなった。

## 作品

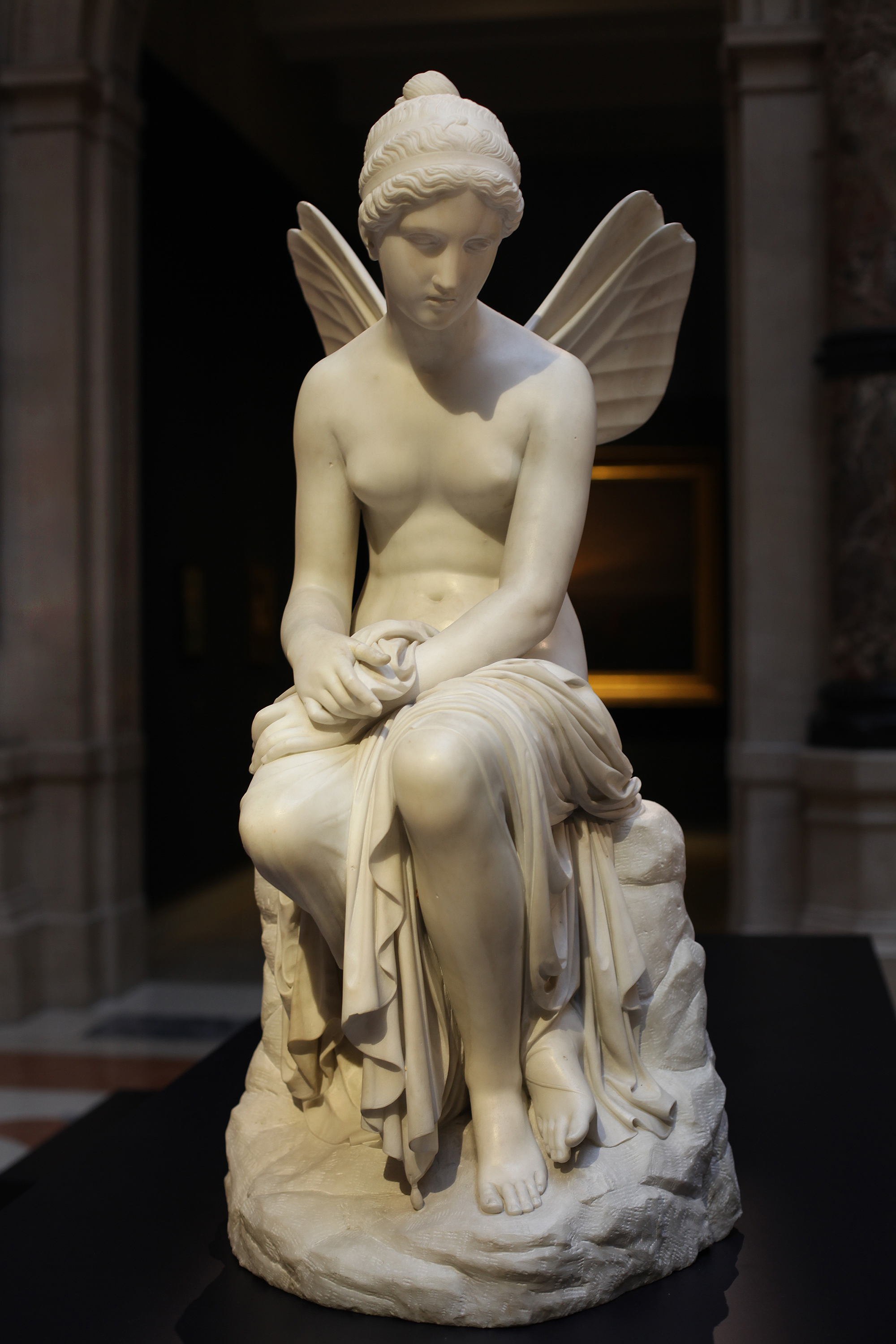
「捨てられたプシュケ」 (1816) ウフィツィ美術館
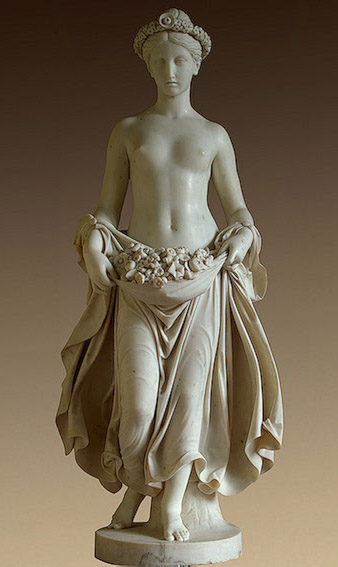
「フローラ」(1840) エルミタージュ美術館
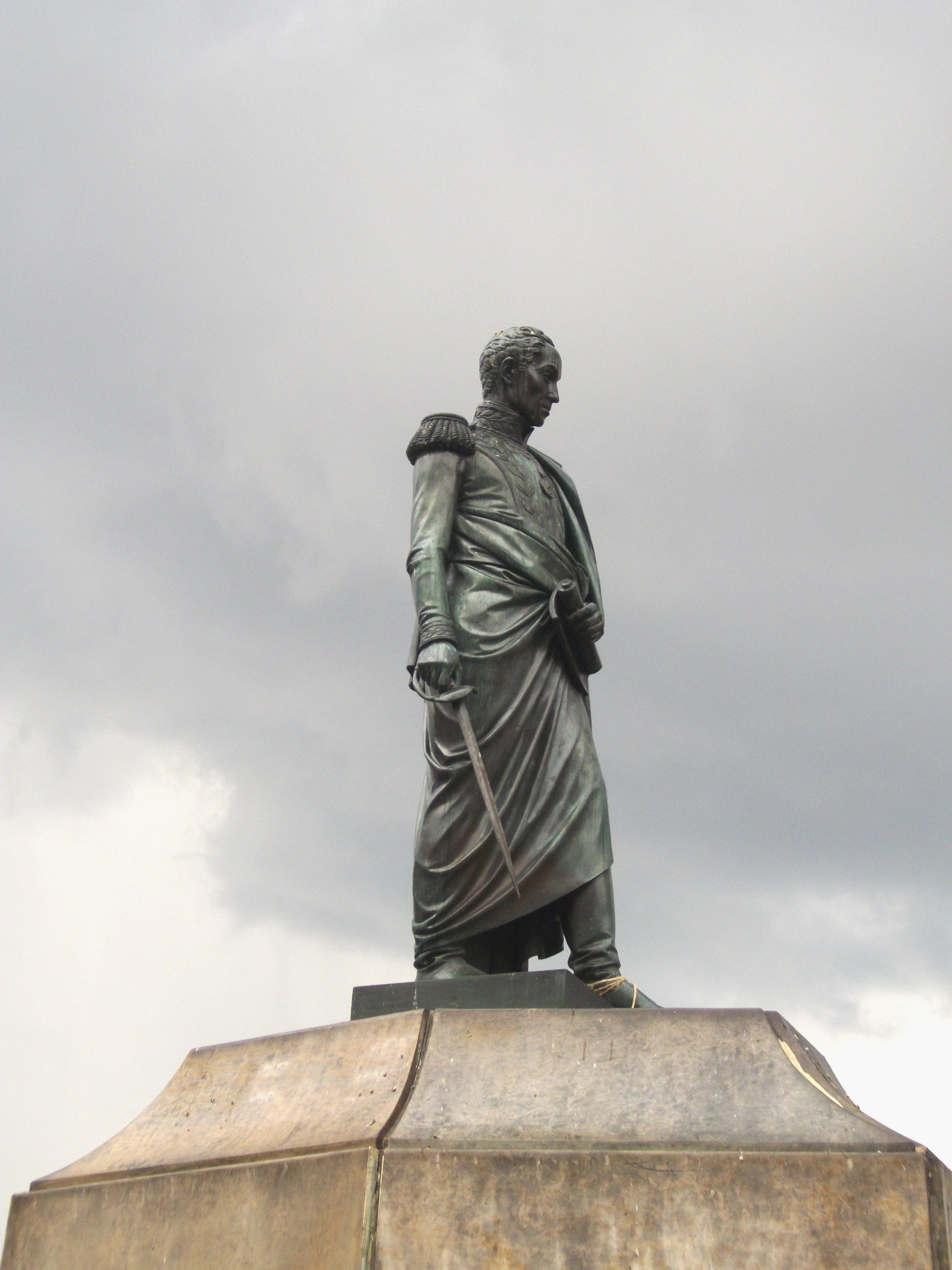
ボゴタのボリバル広場のシモン・ボリバルのモニュメント
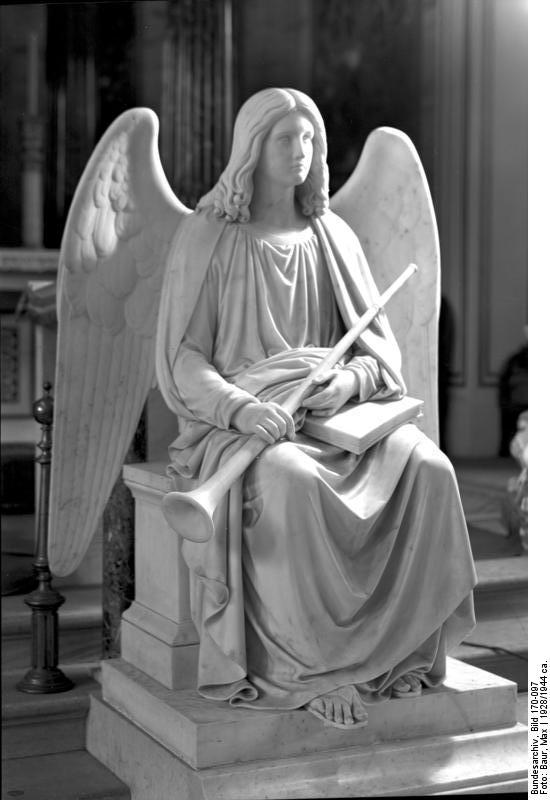
復活の天使